# Dobra (monedă)
Dobra este moneda națională a statului São Tomé și Príncipe.